# Francesc Macià i Llussà

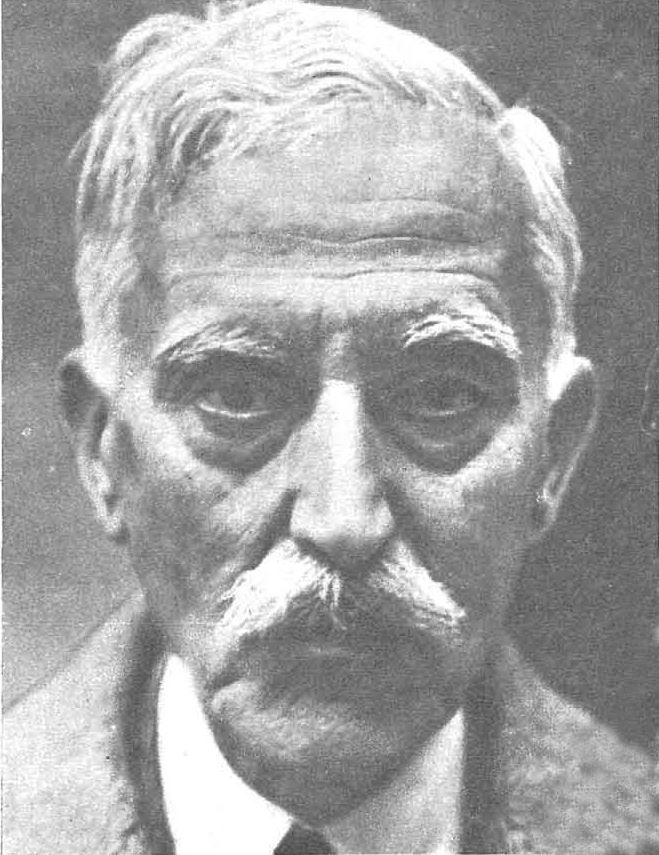
Francesc Macià i Llussà

Francesc Macià i Llussà (* 21. September 1859 in Vilanova i la Geltrú; † 25. Dezember 1933 in Barcelona, Spanien) war ein katalanischer Politiker von der Esquerra Republicana de Catalunya (ERC). Von 1932 bis zu seinem Tod 1933 war er der erste Präsident der Generalitat seit dem Spanischen Erbfolgekrieg (1700–1713), nach dem die katalanischen Institutionen aufgelöst wurden.

## Leben
Kurz nach dem Tod seines aus Katalonien stammenden Vaters trat er mit 16 Jahren in die Militärakademie von Guadalajara ein, um dem Ingenieurkorps der spanischen Armee beizutreten. Er diente einige Zeit in Kuba. 1887 wurde er nach Lleida versetzt, wo er seine Frau Eugènia Lamarca, die Tochter von Agapito Lamarca, kennenlernte, mit der er drei Kinder hatte: Joan, Eugènia und Maria.
Nach seiner öffentlichen Kritik an dem ¡Cu-cut!-Vorfall 1905, bei dem spanische Armeeangehörige Büros katalanischer Zeitungen und Zeitschriften verwüsteten, wurde er nach Santoña verbannt. Am 21. April 1907 wurde er für Barcelona und Les Borges Blanques in die Cortes Generales gewählt und bei den Wahlen 1914, 1916, 1918, 1919, 1920 und 1923 als Abgeordneter bestätigt. Im Jahr 1919 gründete er die Federació Democràtica Nacionalista, die eine föderale Lösung für Spanien vorschlug, in der Katalonien ein hohes Maß an Selbstverwaltung genießen sollte. Im Jahr 1922 gründete Macià die Unabhängigkeitspartei Estat Català. Politisch entwickelte er sich von einem anfänglichen Ziel der Erneuerung Spaniens zum Verteidiger einer katalanischen Republik.

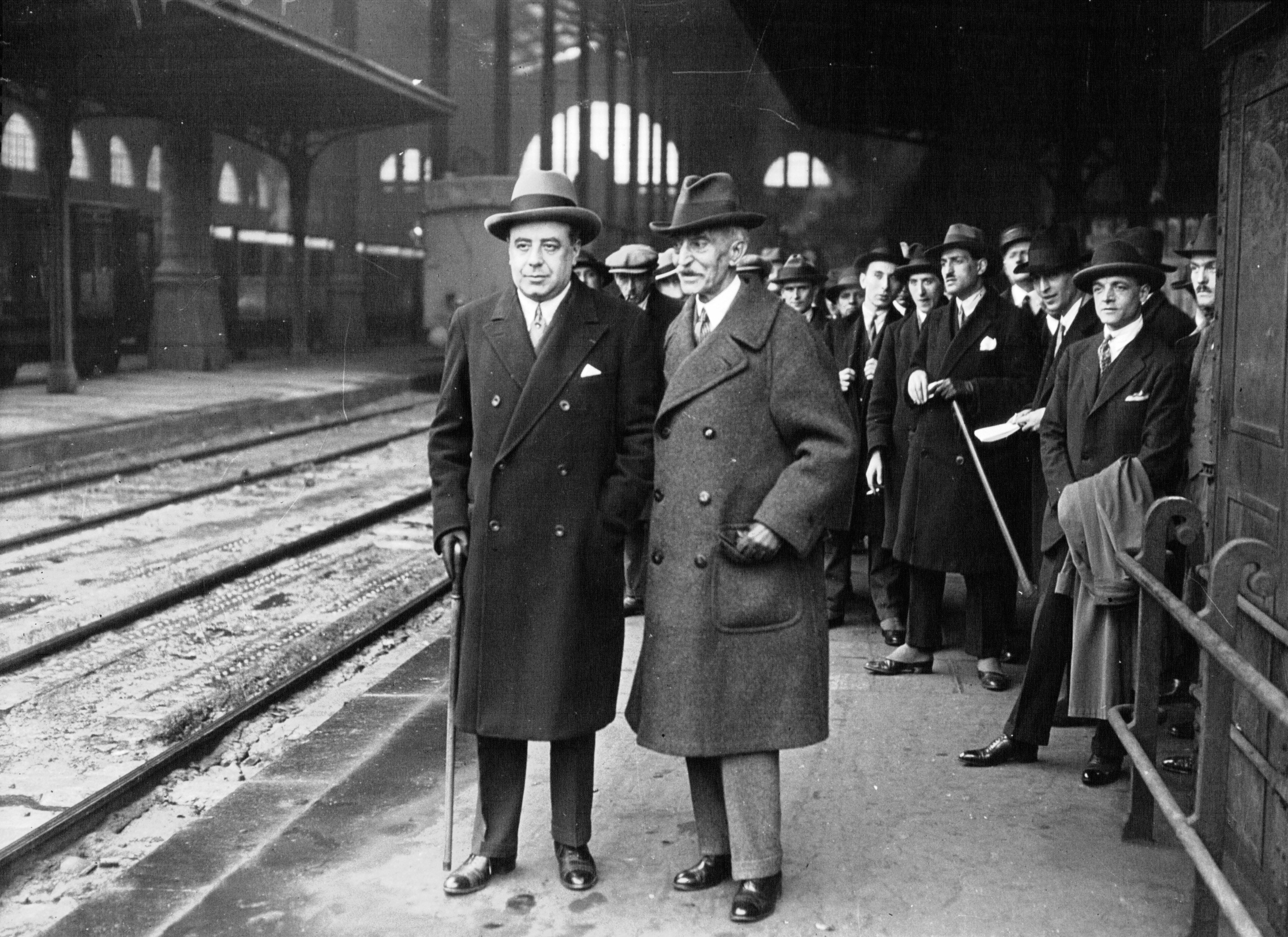
Macià in París im Jahr 1927

Mit den Fets de Prats de Molló versuchte er 1926 einen militärischen Umsturz zur Errichtung einer unabhängigen katalanischen Republik, der aber scheiterte. Er wurde zu zwei Monaten Gefängnis verurteilt und nach Belgien ausgewiesen.  Nach Zeit im Exil kehrte er in der Zweiten Republik nach Spanien zurück. Die ERC unter dem Vorsitz von Francesc Macià i Llussà entstand 1931 aus einem Zusammenschluss der Parteien Partit Republicà Català, L'Opinió und Estat Català. 
Noch im selben Jahr gewann sie die katalanischen Wahlen. Francesc Macià i Llussà rief eine unabhängige katalanische Republik aus. Allerdings mussten sich die Katalanen mit einem Autonomiestatut begnügen. Er wurde der erste Präsident der wiederhergestellten Generalitat de Catalunya und erreichte die erste erfolgreiche Einrichtung der Selbstverwaltung Kataloniens in der modernen Geschichte. Er starb am 25. Dezember 1933 im Amt. Nach Maciàs Tod folgte ihm sein Parteifreund Lluís Companys.